# Jakob Gruber (Musiker)
Jakob Gruber (* 25. Dezember 1855 in Regensburg; † 2. Juli 1908 in München) war ein deutscher Komponist, Organist und Chorleiter.

## Leben
Gruber wirkte als Chorleiter zuerst an der Kath. Pfarrgemeinde Mater Dolorosa in Pyrbaum und wechselte 1890 als Chorregent nach München nach St. Peter, die älteste erwähnte Pfarrkirche Münchens und eines der Wahrzeichen der Stadt. Er war auch bekannt als Virtuose auf der Zither, für die er ebenfalls komponierte.
Orgelwerke von ihm sind u. a. in Otto Gauß’ Orgelkompositionen IV (Coppenrath), Alban Lipps Orgelalbum bayrischer Lehrerkomponisten (Böhm) und in Johann Adolf Troppmanns Orgelschatz II (ebenfalls Böhm) verzeichnet.
Neben Fritz Lubrich war Gruber Redakteur der seit 1889 bei Hofmeister verlegten musikalischen Zeitschrift Die Orgel – Monatsschrift f. Orgelmusik u. Kirchengesang bzw. später Centralblatt für Kirchenmusiker, zu der er auch eigene Kompositionen beisteuerte. Gruber hatte schon Lubrichs Praktische Chorgesangschule: ein unentbehrliches Handbuch für Männergesangvereine (Op. 21, 1888) verlegt.
Sein Nachlass befindet sich in der Bayerischen Staatsbibliothek. Im Besitz der Adolph-Henselt-Gesellschaft befinden sich Briefe Adolph Henselts, der Hofpianist am russischen Zarenhof war, an Jakob Gruber.
Er war Inhaber der herzoglichen Kunstmedaille.

## Werke (Auswahl)
- Messe in h-Moll op. 28
- Messe in F-Dur op. 29
- Missa in A dur für Sopran, Alt, Tenor u. Bass, op. 30
- Pusztaklänge op. 33, Friedrich Hofmeister Musikverlag[8]
- Musikperlen f. Streichquartett, Fr. Hofmeister.[9]
- Heilige Nacht, Weihnachtsspiel, op. 51 (erschienen 1904 bei L. Schwann, Düsseldorf)[10]
- Wieland der Schmied, Oper